# Alexandre III (roi d'Écosse)
Pour les articles homonymes, voir Alexandre III.
Alexandre III (né à Roxburgh le 4 septembre 1241 – mort le 19 mars 1286) est un roi d'Écosse issu de la maison de Dunkeld. Fils unique du roi Alexandre II et de sa seconde épouse Marie de Coucy, il règne de 1249 à 1286.

## Origine
Alexandre est le seul fils né de l'union d'Alexandre II et de Marie de Coucy (morte en 1284). Lorsque le roi Alexandre II meurt le 8 juillet 1249, la couronne d'Écosse est dévolue à son fils. Ce dernier, né à Roxburgh le 4 septembre 1241, à peine âgé de huit ans, devient roi sous le nom d'Alexandre III le 13 juillet 1249 par David de Bernham. La cérémonie de couronnement traditionnelle a lieu à Scone. Le jeune roi est acclamé par la communauté des Scots, assis sur un trône sur l'ancien symbole de la « pierre de la destinée », consacré, investi avec un manteau de sacre, pendant que sa généalogie est proclamée par un barde gaélique. Les magnats du Royaume lui jurent ensuite obéissance.

## Règne

### Première années
Pendant la minorité d'Alexandre III, une régence collégiale est assurée jusqu'en 1261 par neuf nobles et ecclésiastiques.
Alexandre III entretient de très bonnes relations avec son beau-père le roi Henri III d'Angleterre, dont il accepte d'être le vassal pour ses possessions anglaises lors de l'hommage féodal de 1251. Il refuse pourtant de prêter hommage féodal pour l'Écosse, invoquant l'obligation d'obtenir l'accord de son Parlement. Cependant, Henri III intervint régulièrement comme arbitre lors de conflits ou de rébellions d'une noblesse également possessionnée en Angleterre.

### Les Comyn
À partir du 29 octobre 1257, le jeune roi subit l'influence de l'un de ses régents Walter Comyn, comte de Menteith, et de ses alliés. Il reste sous l'influence des Comyn jusqu'à la mort de ce dernier en novembre 1258. À l'occasion du décès de ce comte « de jure uxoris », il arbitre la querelle de succession de 1259/1261 de telle manière que le comté de Menteith échappe désormais à la famille Comyn avec la nomination à sa tête de Walter Balloch Stuart, époux d'une autre héritière.

### Guerres dans l'Ouest
La volonté du roi d'annexer les Hébrides et l'expédition en 1262 de William, comte de Ross, à Skye provoque l'intervention du roi Håkon IV de Norvège, suzerain des Îles, en 1263 et déclenche la guerre écosso-norvégienne. À l'été 1264, Magnus III de Man fait sa soumission à Dumfries au roi Alexandre II qui annexera son royaume à sa mort en 1265. Malgré une révolte des îliens en 1275, l'île de Man sera désormais écossaise.
Le roi d'Écosse et Magnus VI de Norvège, fils et successeur d'Håkon IV, signent le 2 juillet 1266 le traité de Perth, qui reconnaît définitivement la suzeraineté de l'Écosse sur les Hébrides et l'île de Man contre un versement de 4 000 marcs, plus 100 marcs par an à perpétuité. Ce traité met fin officiellement au conflit entre les deux pays.

### Fin de règne et succession
Le 19 août 1274, Alexandre III assiste au couronnement d'Édouard Ier d'Angleterre auquel il rendra hommage pour ses fiefs anglais le 28 octobre 1278.
Après les décès successifs de son épouse en 1275, de ses deux fils en 1281 et 1284 et de sa fille en 1283, veuf depuis près de dix ans et désormais sans enfants, le roi Alexandre III fait reconnaître par la noblesse en février 1284 sa petite-fille Marguerite comme héritière présomptive du trône. Puis dans l'espoir d'avoir un successeur mâle, il épouse le 1er novembre 1285 à Jedburgh Yolande, fille du comte Robert IV de Dreux. Il meurt accidentellement âgé de 44 ans d'une chute de cheval à Kinghorn le 19 mars 1286. Il est inhumé à l'abbaye de Dunfermline le 29 mars suivant.

## Unions et descendance
Alexandre III épouse :

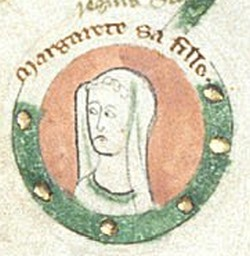
Marguerite d'Angleterre (1240-1275).

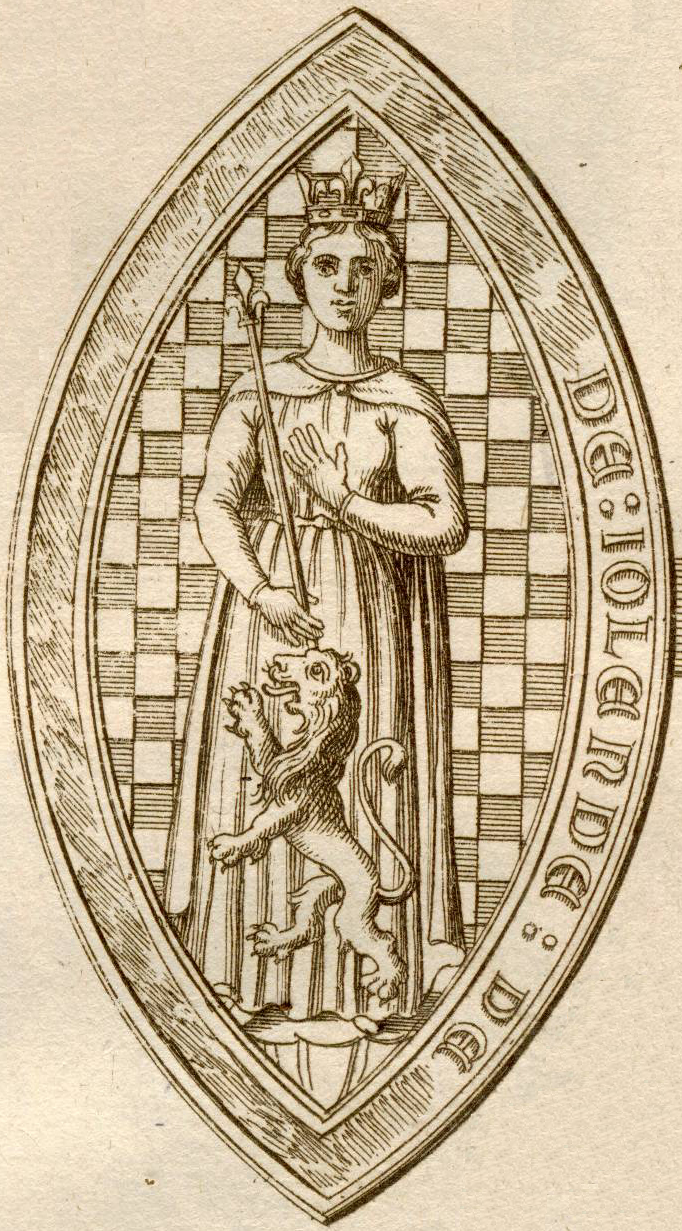
Sceau de Yolande d’Écosse (vers 1269-1322), comtesse de Montfort, qui deviendra duchesse de Bretagne à la suite d'un second mariage.

1) le 26 décembre 1251 à York Marguerite d'Angleterre (1240-1275), fille du roi Henri III d'Angleterre, qui lui donne trois enfants :
- Marguerite d'Écosse (1261-1283), épouse le 14 août 1281 Éric II de Norvège, ils furent les parents de la reine Marguerite Ire d'Écosse ;
- Alexandre (1264-1284) ;
- David (né le 20 mars 1273, château de Stirling – fin juin 1281, inhumé à l'abbaye de Dunfermline, Fife).

2) le 1er novembre 1285, Yolande de Montfort. Ce couple n'aura pas d'enfant.